# Imre Lajos (kémikus)
 Imre Lajos  (Litke, 1900. március 21. – Debrecen, 1974. szeptember 22.) egyetemi tanár, a magyar radiokémia meghatározó alakja.

## Pályája
Matematikát és fizikát tanult a királyi magyar Pázmány Péter Tudományegyetem Bölcsészettudományi Karán. 1926-ban kapta doktori fokozatát summa cum laude minősítéssel. Az egyetem Radiologai intézetében kezdett dolgozni. 1928-ban állami ösztöndíjat kapott a Collegium Hungaricumba, Berlinbe. Ezután három évig Otto Hahn (a későbbi Nobel-díjas) asszisztenseként dolgozott, aki a Kasier-Wilhelm-Institut-für-Chemie vezetője volt. 1935-ben habilitált.
1940-ben egyetemi nyilvános rendes tanárrá nevezték ki a kolozsvári egyetem Általános és Fizikai Kémiai tanszékére, ugyanitt 1943-ban egyetemi rendes tanári minősítést ért el. 1948-ban a Bolyai Tudományegyetemet magyar állampolgársága miatt el kellett hagynia. 1950-ben a Debreceni Egyetem Természettudományi Karán ekkor létrehozott Fizikai-Kémiai Tanszék vezetője lett. 1957-ben „szóbeli feddés”-ben részesült az 1956-os forradalomban való részvételéért. 1957–1962 között az MTA Központi Fizikai Kutatóintézetében dolgozott tudományos munkatársként. 1970-ben nyugdíjba vonult.

## Válogatott kiadványai
- Imre, L., Hahn, O.,Über die Fällung und Adsorption kleiner Substanzmengen. III. Der Adsorptionssatz, Anwendungen, Ergebnisse und Folgerungen. Zeitschrift für Physikalische Chemie A, 144 (1929) 161-186.
- Anyag és kultúra (Kolozsvár, 1946);
- Sugárzó atommagok (a Dermata-művek gépész- és vegyészkörének támogatásával, a Bolyai Tudományegyetem kiadásában, Kolozsvár, 1946);
- Imre, L., New Principles in Heterogenous Kinetics. Acta Bolyaiana, 2 (1948) 17-30.
- Imre L., Szabó, Á., Preliminary Notes on Nernst's Theory of the Electrode Potentials. Acta Bolyaiana, 2 (1948) 31-32.
- Bevezetés az általános kémiába (Kolozsvár, 1948).

## Díjak, elismerések
- 1968-ban Akadémiai Díj (első fokozat) a radiokémiai kutatás meghonosítása terén végzett úttörő munkájáért, valamint az izotópféleségek hazai termelésének megindításában kifejtett jelentős tevékenységéért.
- 1970-ben Állami Díj (második fokozat) több mint négy évtizedes tudományos életművéért, a hazai magkémiai kutatás és oktatás terén végzett alapvető munkásságáért, radioaktív izotópok előállítása terén elért eredményeiért.